# Niquero
Niquero es un municipio y ciudad de la provincia de Granma, Cuba. Se encuentra ubicado en la región costera de la provincia, junto a otros municipios que bordean el Golfo de Guacanayabo. En esta localidad se encuentra Punta de Inglés en Cabo Cruz, el cual representa el punto más meridional de Cuba. 
Su fecha de liberación fue el 6 de diciembre de 1958, la cual constituye la fecha más relevante, al igual que otras no menos significantes para sus pobladores, que junto a su rica historia unida a la música del Órgano Oriental forman parte indiscutible de los genes de esta gentil tierra.
El municipio costero de Niquero, bañado por las aguas del Golfo de Guacanayabo y el mar Caribe, es un gran productor de azúcar en la provincia Granma y del país con su Industria Azucarera que se encuentra entre las mayores productoras de la gramínea  en Cuba. De igual manera ocupa un lugar importante el renglón de la pesca con su industria pesquera EPINIQ. Siendo el mar parte fundamental de la vida de sus pobladores, por lo que se les conoce a sus hombres como gente de mar y salitre. 
Sus primeros habitantes fueron las comunidades aborígenes, que a partir de mayo de 1494 tuvieron contacto con los europeos produciéndose un proceso de transculturación que poco a poco fue absorbiendo la cultura aborigen, predominando la española. En esta región se reportó la presencia de comunidades aborígenes a partir de hallazgos arqueológicos importantes, así como los lugares específicos en donde habitaban. 
Este municipio se caracteriza por poseer una rica historia, además de su posición en la zona más sur de la Cuba insular lo cual le otorga gran peculiaridad.

## Ubicación

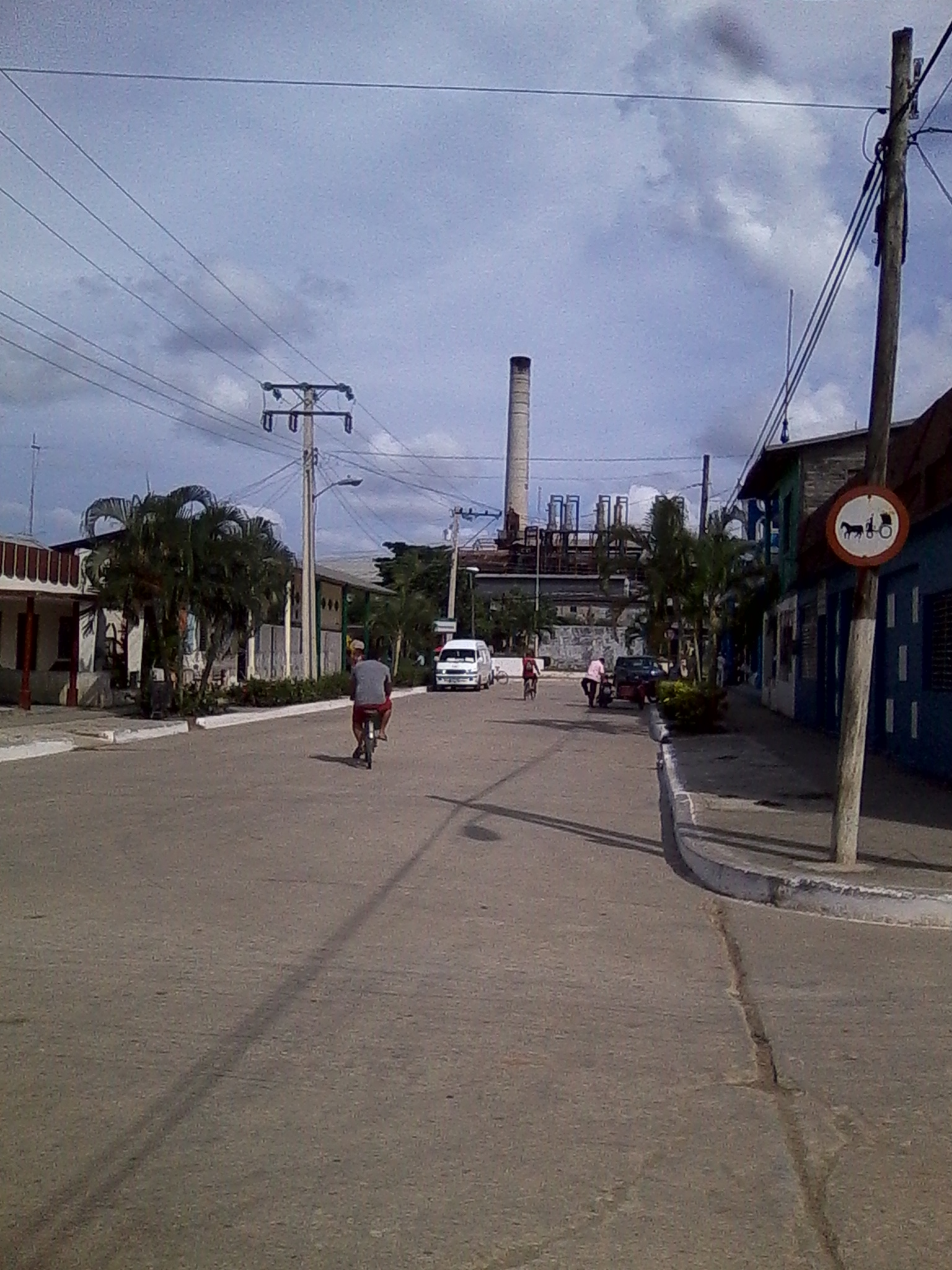
Calle 2 de diciembre

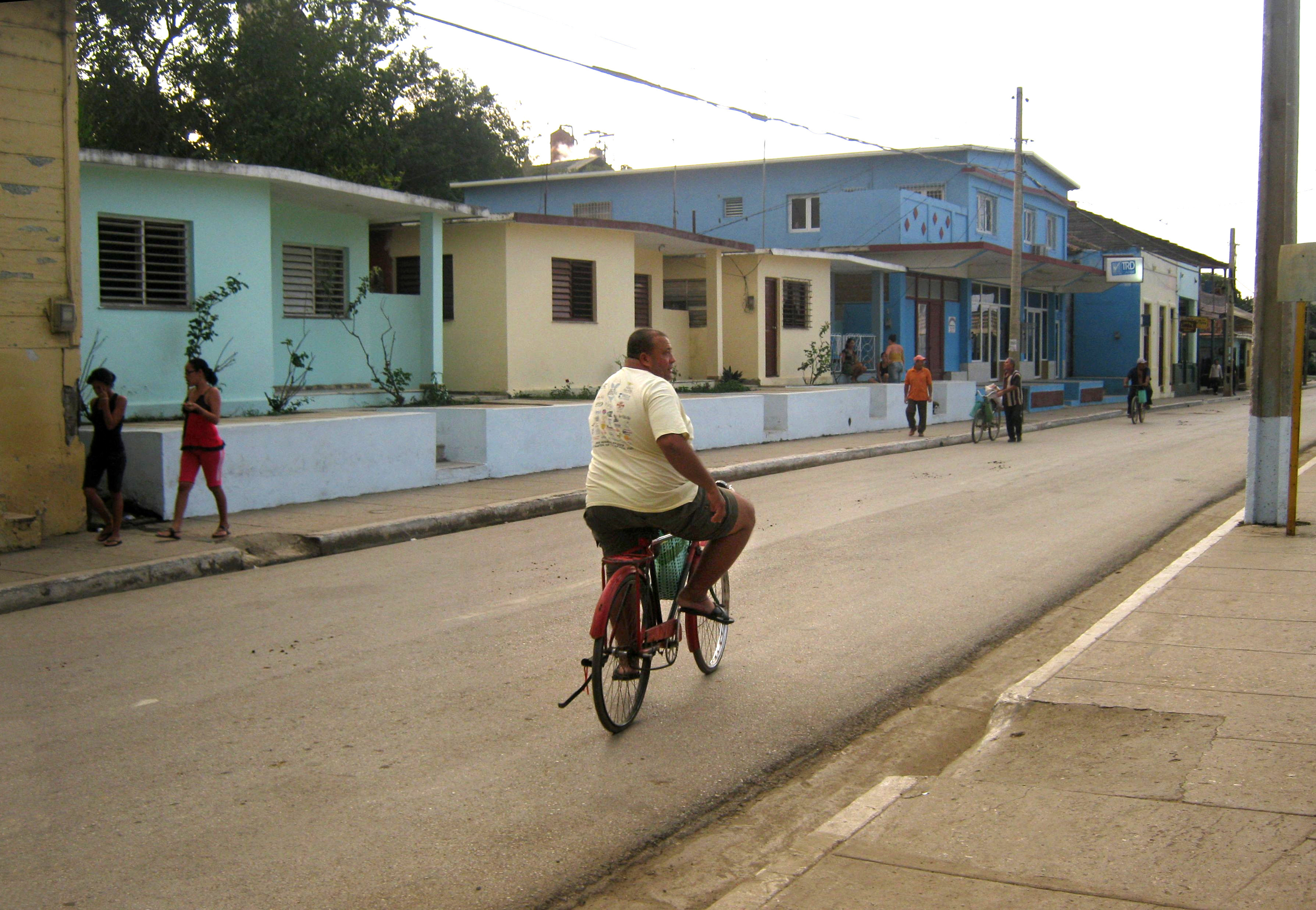
Calle Céspedes

Se encuentra situado en la porción suroeste de la provincia de Granma, Cuba. Desde el punto de vista natural, el área ocupa según la regionalización físico – geográfica de Cuba, la región de las llanuras de Cabo Cruz, correspondiente al subdistrito montañoso de la Sierra Maestra occidental. Limita al norte con el Golfo de Guacanayabo y el municipio de Media Luna, al este con el municipio de Pilón, al sur con el Estrecho de Colón, en el Mar Caribe, y al oeste también con el Golfo de Guacanayabo. Tiene una extensión territorial de 587,67Km2 con una densidad de población de 70,79 habitantes por km².

## Historia
Este municipio cuenta con una vasta historia desde la época precolombina hasta la actualidad, se recogen datos de comunidades indígenas agroalfareras en zonas de Cabo Cruz y al sur de Alegría de Pío con elementos conformados por pictografías, cuevas ceremoniales y deidades propias, además se evidencia la existencia de comunidades pescadoras-recolectora asentadas en lo que es hoy el barrio de Cachón, la comunidad de Cabo Cruz fue fundada por Diego Velázquez en su bojeo por la isla, en donde se construyó un faro y se estableció una comunidad de pescadores que se mantiene hasta la actualidad. En la etapa de colonización el municipio contaba con una pequeña población debido a la distancia significativa que le separaba de San Salvador de Bayamo, la segunda villa fundada en Cuba, pero su población se fue incrementado gracias al flujo de personas provenientes de Manzanillo y de la anteriormente mencionada villa de Bayamo, las cuales encontraron en estas fértiles tierras un lugar idóneo para establecerse y de desarrollar la pesca como alternativa económica.

### Luchas de liberación
En 1940 se producen dos grandes huelgas una en 1942 llamada por el pueblo la "Huelga del Pescado" y otra en 1945 llamada "Huelga de los 90 días". A raíz del golpe de Estado del 10 de marzo dado por Fulgencio Batista se hace más grave la situación y se acentúa el analfabetismo. A finales del 1955 se funda el Movimiento 26 de Julio por Ñico López y se incrementan otros grupos en otras localidades de la zona organizados por Celia Sánchez, quien contaba con los campesinos Guillermo García, Crescencio Pérez y Mongo Pérez. Cumpliendo con el compromiso contraído con el pueblo, Fidel Castro organiza la expedición del Granma, llegando a las costas de Niquero el 2 de diciembre de 1956. Desde el primer momento cuenta con el apoyo de los campesinos que lo guían rumbo a la Sierra Maestra. El 5 de diciembre se produce el bautismo de fuego en Alegría de Pío, se dispersan, los campesinos los reorganizan y se reencuentran en Cinco Palmas Fidel y Raúl, continúan las luchas hasta lograr el triunfo de la Revolución el 1 de enero de 1959. 
Curiosidades históricas
Niquero atesora lugares de marcado interés histórico entre los que se encuentran el Monumento Nacional en homenaje al Desembarco del Granma y la ruta seguida por los mismos, el sitio donde se produjo el combate de Alegría de Pío, bautismo de fuego del naciente Ejército Rebelde; y un cementerio donde fueron sepultados expedicionarios del Granma asesinados por la tiranía de Fulgencio Batista. También se destacan Monte Macagual, Pozo Empalao y Boca del Río Toro, sitios donde fueron asesinados varios revolucionarios cubanos; y un obelisco erigido en honor a los mambises caídos el 15 de octubre de 1897.
Principales sitios históricos del Municipio:
- Los Cayuelos y Playa Las Coloradas: Lugar emblemático no solo de la historia y cultura niquereña, sino de toda Cuba, en el cual un 2 de diciembre de 1956 desembarcaron un grupo de 82 expedicionarios guiados por Fidel Castro, y que darían inicio a la guerra de liberación de la tiranía batistiana. Todos los 2 de diciembre se celebra en esta zona un acto político-cultural que atrae a miles de jóvenes de toda Cuba, se trata ya de una tradición para cada niquereño y por ende una de las fechas más esperadas por sus habitantes.

- Alegría de Pío: Hermoso paraje de la geografía niquereña que alberga un importante hecho de la historia de Cuba, ocurrido el 5 de diciembre de 1956, tres días después del desembarco guerrillero por Las Coloradas y que pasaría a la historia como el primer bautismo de fuego del Ejército Rebelde. Esta comunidad presenta aún el cañaveral con la misma especie de caña de azúcar en donde ocurrió el combate, además presenta un obelisco erigido a los caídos en combate, que contiene la famosa frase de Juan Almeida (Aquí no se rinde nadie...), podemos encontrar también la cueva del Che y otras atracciones más.

- Cabo Cruz: Constituye una verdadera joya ecológica e histórica con sus cuevas ceremoniales y antecedentes de vida aborigen, además con unas de las terrazas marinas más grandes y conservadas de todo el mundo. Fue fundada por Diego Velázquez y se le construyó un faro, el cual constituye una de sus disímiles atracciones

## Demografía
En 2014, el municipio de Niquero tenía una población de 42 477 hab.. Con una superficie total de 587.67 km² (tiene una densidad poblacional de 70,9 / km² (184 / sq mi).
| Barrios de Niquero | |
| Urbanos            | El Hato, Camalote, La Avenida, El Bolsillo, El Aeropuerto, Los Tanques, La Marina, La Plaza, La Costanera, 28 de Enero, Cachón, Acopio, etc |
| Rurales            | Guanito, Hondón, Marea de Limones y de Belic, Belic, Las Coloradas, Cabo Cruz, Alegría de Pío, Pozo Empalao, Río Nuevo, Las Palmonas, Estacadero, Limones, La Ricardo, Piloncito, El Este, Casimbas, Soledad, Gloria, Montero, La Junta, Jagua 1 y 2, La jaguita, Mameycito, Caña Amarga, etc |

| Comunidades Niquereñas más pobladas | Belic, Guanito, Juan Manuel Márquez (Vivienda), La Ricardo, Hondón y Cabo Cruz. |

## Desarrollo Social

### Desarrollo económico
Entre las entidades más importantes del sistema empresarial de Niquero se encuentran la Empresa Pesquera Industrial Niquero, la Empresa de Comercio y Gastronomía, un Complejo Agroindustrial y la Empresa de Cultivos Varios.
Existen 4 unidades presupuestadas: Salud, Educación, Servicios Comunales y la Dependencia Interna del Poder Popular, a esta última pertenecen Cultura, Vivienda, Deportes y la Dirección de Arquitectura y Urbanismo. Complementan este sistema 38 establecimientos de la esfera productiva. El Complejo Agroindustrial “Roberto Ramírez Delgado” basa su actividad en la agricultura cañera, la producción de viandas y hortalizas, y en menor escala, la pesca.
En cuanto a la agricultura se destacan las 9 Unidades Básicas de Producción Cooperativa, de las cuales 3 son ganaderas. Además se cuenta con una Cooperativa de Producción Agropecuaria (CPA) y una de Créditos y Servicios (CSS). En total laboran 559 obreros en un área de 359.10 caballerías.
En la rama cañera se cuenta con 7 Unidades Básicas de Producción Cooperativa, 4 Cooperativas de Producción Agropecuaria y una Cooperativa de Créditos y Servicios. Para la producción azucarera se dispone de una capacidad de molida de 300 000 arrobas diarias. Además se produce leña para la venta a organismos y alrededor de 32 000 sacos de carbón por año.

### Educación
En el municipio son notables los avances que ha tenido el sector de la Educación desde el triunfo de la Revolución, muestra de ello es la creación de 79 centros que abarcan todas las enseñanzas, así como los aseguramientos para garantizar una formación con calidad. En la tabla que se muestra a continuación se hace un desglose por enseñanzas de los centros existentes.
Escuelas Primarias	61
Secundarias Básicas	5
Preuniversitario	1
Pre pedagógico	        1
Círculo Infantil	1
Politécnico Industrial	1
Escuela de Oficios	1
Escuela Especial	1
Escuela de Idiomas	1
Sede Universitaria 	1
Escuela de Educación de Adultos	1
Escuela del MINAZ 	1

### Cultura
Niquero ha sido uno de los municipios de la provincia Granma que ha mantenido un arraigo histórico cultural alimentado de creaciones. Se ha identificado por el protagonismo de sus creadores en diferentes manifestaciones dentro del sector de la cultura, identificándose con sus poetas, escritores, instructores y otros.
El sistema de instituciones culturales está integrado por una casa de cultura, un museo, una biblioteca pública, un cine y una librería.
Este territorio es fértil en el ámbito cultural con un amplio crecimiento en el proceso masificador de la cultura. Las perspectivas de los programas de la revolución y el accionar de los instructores y promotores culturales, utilizando todas las oportunidades brindadas por las instituciones de nueva creación como salas de televisión, el Telecentro Portada Visión, proyectos culturales comunitarios, entre otros. Todo ello evidencia el alcance obtenido en el ámbito cultural.
Sus artistas y creadores reafirman su convicción, encaminado su trabajo fundamentalmente hacia los lugares más recónditos del municipio.
La Casa de la Cultura como principal institución dedica notables esfuerzos a la promoción artística y literaria. Se trabaja con artistas y aficionados desarrollando actividades teatrales, literarias, de artes plásticas, y musicales. Funciona además como centro docente a través de los instructores de arte.
El territorio cuenta con varias agrupaciones que son reconocidas a nivel nacional, como es el caso del Grupo musical Argeo Pablo que se distingue por interpretar música bailable. Además existen dos unidades de órganos musicales estatales y tres particulares entre los que se encuentran “El mulato Oriental” y “La Música”.
La gran tradición organística ha permitido que Niquero haya sido seleccionado para realizar los dos últimos festivales, siendo sede de la Sexta Edición Provincial, realizada en el mes de julio, alcanzando así los tres primeros lugares en duro duelo con sus vecinos de Manzanillo, Buey Arriba y Yara.
El movimiento organístico de Niquero es destacado por tener la premisa de tener la única mujer en la provincia que realiza la función de crear música molida.
Biblioteca Municipal
Fue creada en 1992, cuenta con tres salas, una de carácter general, la sala técnica y la sala juvenil infantil.Su función fundamental es la de conservar y preservar el patrimonio bibliográfico con que cuenta. Además es la promotora de desarrollar hábitos, habilidades por la lectura, además de desarrollar y educar los gustos por el libro y la lectura. Cuenta con 6 puntos fijos 14 minibibliotecas dentro de los consejos. Es una institución vinculada al programa nacional por la lectura y a los programas de la Revolución. Se desarrollan actividades y espacios dentro y fuera de la instalación, con el objetivo de dar cumplimiento al programa por la lectura donde se vinculan barrios, escuelas, centros de trabajo y salas de televisión.

### Religión
Desde el punto de vista religioso se puede mencionar la existencia de algunas instituciones como la Iglesia Católica representada en la Parroquia San Francisco Javier de Niquero que celebra su fiesta patronal el día 3 de diciembre de cada año, la Iglesia Metodista, la Iglesia Evangélica Pentecostal, una Casa Culto Adventista del Séptimo Día, varios centros espiritistas con predominio del espiritismo de cordón, además de varias logias pertenecientes a la Orden Masones de Cuba y la Logia Macaca.

### Tradiciones
Dentro de las tradiciones más notables de Niquero está su carnaval. Los carnavales son fiestas para el disfrute masivo del pueblo trabajador, es un momento de esparcimiento, que data del año 1950.
En los carnavales distintas áreas de la ciudad se destinan para vender alimentos, bebidas, juguetes para los niños y se conciben varias actividades recreativas. También en varios lugares de la ciudad se pone música hasta el amanecer.
En estos carnavales desfilan distintas comparsas acompañadas de carrozas con hermosas mujeres, se hacen exposiciones, y se presentan distintas orquestas del país.

### Patrimonio
Niquero cuenta con un Museo Municipal fundado el 2 de diciembre de 1981. El mismo realiza visitas dirigidas, inauguraciones de muestras del mes, charlas, conferencias, formación y atención a círculos de interés, concursos, espacios fijos, conversatorios, mesas redondas y exposiciones de arte. También prioriza la reanimación de sitios históricos y los planes de rescate de objetos museables valiosos.
Dispone de 4 salas expositivas dedicadas al desembarco del Granma, la arqueología y las artes decorativas. Dentro de ellas existen objetos personales de los expedicionarios del Granma y piezas encontradas después de la dispersión en Alegría de Pio; se conservan documentos originales de mambises de la guerra de independencia, del ingenio, del movimiento 26 de julio, de la etapa revolucionaria. Además se atesoran piezas excepcionales de arqueología como morteros hachas petaloides, ídolos, cerámicas y una vasija de barro que se considera la más grande del Caribe.
El municipio cuenta con 33 Sitios Históricos declarados, de ellos 1 Monumento Nacional, 3 Monumentos Locales, 3 Sitios Naturales y más de 73 Sitios Arqueológicos; de estos sitios, 16 se encuentran dentro de los límites del Parque Nacional Desembarco del Granma, 10 se encuentran distribuidos en la zona urbana y los otros en el territorio restante.

### Salud
El sistema de salud en niquero cuenta con 116 médicos de familia, de ellos 44 urbanos y 30 rurales, lo que significa un médico por cada 284 habitantes, logrando disminuir a cero la mortalidad materna y la mortalidad infantil a 4.23 por cada mil nacidos vivos.
El sistema de salud en Niquero está conformado por las siguientes instituciones que prestan sus servicios de manera gratuita:
Clínicas estomatológicas. 	   5
Policlínico comunitario	 1
Hogar materno con 17 camas	 1
Hogar de ancianos con 26 camas.	 1
Clínica de medicina natural y tradicional.	 1
Centro de higiene y epidemiología	 1
Laboratorio de microbiología	 1
Hospital con 107 camas.	 1
Farmacias comunitarias	 6
Sin embargo, a la fecha actual el hospital está en pésimas condiciones.

## Arqueología
Se han descubierto y estudiado 65 sitios arqueológicos de las comunidades primitivas en diferentes grados de desarrollo.Entre ellos resalta el Sendero Arqueológico Interpretativo del Guafe con su cueva ceremonial, que incluye el “Ídolo del Agua” y las cuevas funerarias. Este parque constituye un verdadero paraíso ecológico distribuido a lo largo de 27 515 hectáreas entre el mar y la tierra, en el sector sur del municipio.
La existencia de una marcada historia representada por la presencia de elementos arqueológicos y culturales de significación nacional e internacional, los altos valores naturales dado el alto endemismo de su flora y de su fauna, y las particularidades exclusivas del relieve formado por un impresionante sistema de terrazas marinas; otorgan un valor incalculable a este gran ecosistema capaz de cautivar el interés de los más diversos visitantes.

## Características Físicas – Geográficas
La cabecera municipal se encuentra a una distancia de 140 km de la capital provincial y a 880 km de la capital de la República. Una red de carreteras y caminos enlaza la cabecera municipal con las principales ciudades y asentamientos poblacionales rurales. La carretera de la costa sur Santiago de Cuba – Pilón une al municipio de Niquero con las ciudades de Santiago de Cuba y Guantánamo.
La carretera Manzanillo – Niquero, concluida al triunfar de la Revolución, enlaza a Niquero con el resto de los municipios costeros. No menos importantes son las carreteras rurales hacia Cabo Cruz, Alegría de Pío y Piloncito, pues además de su valor económico constituyen obras de gran beneficio social.
Entre los lugares próximos a Niquero tenemos la ciudad de Manzanillo a 70 km, el municipio de Media Luna a 21 km, Campechuela a 50 km y Pilón a 39 km. En este municipio existen 63 lugares habitados, de ellos, uno urbano y 62 rurales, siendo los más importantes: Guanito, Hondón, Belic, Palma de la Cruz, Las Coloradas, Cabo Cruz, Río Nuevo, La Ricardo y Piloncito.
Todo esto contrasta con el pasado y rompe con el aislamiento que tenía Niquero, ya que para salir y entrar a la ciudad, había que hacerlo por mar, a través de lanchas que daban viajes a Manzanillo o por un terraplén que solo era transitable en tiempos de seca.
Las comunicaciones hacia las zonas rurales eran a través de terraplenes en muy mal estado que solo se mejoraban en tiempos de zafra. Los vecinos de las zonas rurales carecían de transporte, por lo que era común venir al pueblo a caballo.
En 1949 la administración del central construyó una pista de aterrizaje para aviones pequeños que realizaban viajes a Manzanillo y Pilón, esta vía era exclusiva para las personas que poseían recursos y podían pagar el pasaje.

### Suelos
El relieve es de llanura aluvial que va elevándose paulatinamente al sur, terminando en la Meseta de Cabo Cruz, donde se localiza la loma de Ojo de Toro con su punto culminante a 401 metros sobre el nivel del mar.
Es significativo resaltar las terrazas marinas que desde Cabo Cruz, hasta la desembocadura del Río Toro, ocupan su porción sur, con desniveles abruptos hasta 100 metros de altura que la convierten en uno de los sistemas más significativos y mejor conservados del planeta.

## Flora y Fauna

### Fauna
Con relación a su fauna, entre las especies más importantes por su nivel de endemismo local o grado de amenaza se debe destacar una especie de moluscos terrestres, la Polymita venusta. Otra especie de gran importancia es la Lagartija de Hojarasca, (Crycosaura típica), género endémico monotípico cubano y en peligro de extinción de la familia Xantusiidae, cuyos parientes más cercanos (género Klauberina) habitan en las Islas del Canal en el sur de California. Esta especie es endémica, prácticamente local de Desembarco del Granma.
Otras especies importantes son: (Ligus vitattus), bello molusco endémico local de una de las terrazas de Desembarco del Granma; Rabijunco (Phaeton lepturus) ave marina que solo nidifica en Cuba en algunos lugares del Parque Nacional Desembarco del Granma; la Paloma Perdiz (Starnoenas cyanocephala) género endémico monotípico cubano en peligro de extinción, con muy buenas poblaciones aquí; el Manatí (Trichechus manatus manatus), mamífero marino en peligro de extinción; la Cotorra (Amazona leucocephala), las 4 especies de quelonios marinos reportados para Cuba ( Caretta caretta, Chelonia mydas, Lepidochelys olivacea y Eretmochelys imbricata); el Aguacate Cimarrón (Dendrocereus nudiflorus) cactus gigantes cuyos ejemplares en esta área son de los mayores de Cuba, con edades estimadas superiores a los 500 años.

### Vegetación
De las formaciones vegetales existentes se destaca el complejo de vegetación de terrazas, que, de conjunto con el matorral xeromorfo costero albergan el mayor número de especies endémicas donde aparecen cerca de 500 especies de flora con un 60% de endemismo, de ellos más de 12 locales.

## Ciudades Hermanas
- Tuxpan (Veracruz), México